# Тулбуря (Вранча)
Тулбуря (рум. Tulburea) — село у повіті Вранча в Румунії. Входить до складу комуни Кіождень.
Село розташоване на відстані 138 км на північний схід від Бухареста, 30 км на південний захід від Фокшан, 93 км на захід від Галаца, 96 км на схід від Брашова.

## Населення
За даними перепису населення 2002 року у селі проживали 274 особи, усі — румуни. Усі жителі села рідною мовою назвали румунську.